# Runcinia roonwali
Runcinia roonwali är en spindelart som beskrevs av Benoy Krishna Tikader 1965. Runcinia roonwali ingår i släktet Runcinia och familjen krabbspindlar. Inga underarter finns listade i Catalogue of Life.